# Christine-Philippine-Élisabeth de Trazegnies
Christine-Philippine-Élisabeth de Trazegnies, comtesse d'Herzelles, née en 1728 en Hongrie et morte le 5 septembre 1793 au couvent des Bénédictines de Namur a exercé successivement les fonctions de Grande Maîtresse de la maison de l'archiduchesse Élisabeth et plus tard celle de gouvernante de l'archiduchesse Marie-Thérèse.

## Biographie
Fille aînée de Philippe-Ignace de Trazegnies et de Marie Éléonore de Bode, elle épouse Ambroise-Joseph de Herzelles. Après la mort de son mari, elle occupe des fonctions importantes à la Cour impériale de Vienne où elle devient une amie intime de l'impératrice Marie-Thérèse. Elle tient une correspondance importante avec l'impératrice, publiée dans les Mémoires de l'Académie royale de Belgique.
Lors de son voyage aux Pays-Bas en 1781, l'empereur Joseph II la rencontre personnellement à Namur le 5 juin 1781.

### Sources et bibliographie
- Eugène Hubert, Le voyage de l'Empereur Joseph II dans les Pays-Bas : Étude d'histoire politique et diplomatique, (Liège), 1899, 468 p..